# Дрёмин, Игорь Михайлович
Игорь Михайлович Дрёмин (род. 13 августа 1935) — российский учёный, доктор физико-математических наук, профессор.

## Биография
В 1958 году Окончил МИФИ (с 2009 года — Национальный исследовательский ядерный университет «МИФИ»).
С 1961 г. научный сотрудник ФИАН (Физический институт им. П. Н. Лебедева РАН, Москва), заместитель заведующего отделом теоретической физики, в настоящее время — главный научный сотрудник, заведующий лабораторией физики высоких энергий.
Профессор МИФИ.
Область научных исследований: теория взаимодействий частиц и ядер высоких энергий.
Автор и соавтор более 300 научных работ, нескольких научно-популярных книг.
Лауреат премии Тамма 2004 года — за цикл работ «Мультифрактальность и корреляции в множественном рождении частиц в квантовой хромодинамике».